# Оке, Тосин
Олуватосин Бамиделе Оке (англ. Oluwatosin Bamidele Oke; род. 1 октября 1980, Лондон) — британский и нигерийский легкоатлет, специалист по тройному прыжку. Выступает на профессиональном уровне с 1998 года, чемпион Игр Содружества, двукратный чемпион Африканских игр, трижды чемпион Африки, победитель и призёр ряда крупных международных турниров, участник двух летних Олимпийских игр.

## Биография
Тосин Оке родился 1 октября 1980 года в Лондоне, Великобритания, в семье выходцев из Нигерии. Занимался лёгкой атлетикой в лондонском клубе Cambridge Harriers. Окончил Манчестерский университет, получив степень в области химии.
Первого серьёзного успеха на международном уровне добился в сезоне 1999 года, когда вошёл в состав британской сборной и выступил на юниорском европейском первенстве в Риге, где превзошёл всех соперников в зачёте тройного прыжка.
В 2002 году в той же дисциплине был пятым на Играх Содружества в Манчестере, стал финалистом чемпионата Европы в Мюнхене.
В 2003 году среди прочего показал четвёртый результат на Кубке Европы во Флоренции.
Из-за череды травм и невозможности закрепиться в сборной Великобритании в 2008 году Оке изъявил желание представлять на международных соревнованиях свою историческую родину — Нигерию. Так, в сезоне 2009 года он выступал за нигерийскую сборную в тройном прыжке на чемпионате мира в Берлине.
В 2010 году одержал победу на чемпионате Африки в Найроби и на Играх Содружества в Дели.
В 2011 году прыгал тройным на чемпионате мира в Тэгу, победил на Всеафриканских играх в Мапуту.
В 2012 году с личным рекордом 17,23 выиграл чемпионат Нигерии в Калабаре, был лучшим на чемпионате Африки в Порто-Ново. Выполнив олимпийский квалификационный норматив (17,20), удостоился права защищать честь страны на летних Олимпийских играх в Лондоне — в финале прыгнул на 16,95 метра, расположившись в итоговом протоколе соревнований на седьмой строке.
В 2014 году получил серебро на Играх Содружества в Глазго и на чемпионате Африки в Марракеше, стал четвёртым на Континентальном кубке IAAF в Марракеше.
В 2015 году был восьмым на чемпионате мира в Пекине, одержал победу на Африканских играх в Браззавиле.
В 2016 году занял шестое место на чемпионате мира в помещении в Портленде, выиграл чемпионат Африки в Дурбане. Принимал участие в Олимпийских играх в Рио-де-Жанейро — на предварительном квалификационном этапе тройного прыжка показал результат 16,47 метра, чего оказалось недостаточно для выхода в финал.
В 2017 году прыгал тройным на чемпионате мира в Лондоне, в финал не вышел.